# Сульфат натрію
Сульфа́т на́трію, на́трій сульфа́т — неорганічна сполука, натрієва сіль сульфатної кислоти складу Na2SO4.
Сульфат натрію широко застосовується для виробництва паперу за сульфатним методом, у виробництві соди, а також у скляній промисловості.

## Поширення у природі

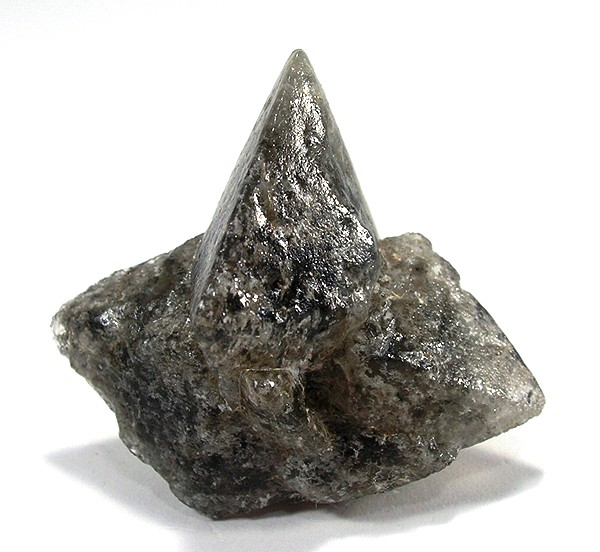
Тенардит (родовище у Каліфорнії, США)

Безводний сульфат натрію розповсюджений у земних надрах як мінерал тенардит, інколи із високим ступенем чистоти. Іншим поширеним джерелом даної солі є її кристалогідрат Na2SO4·10H2O, котрим є мінерал мірабіліт (глауберова сіль). Значні поклади мірабіліту знайдені у в затоці Кара-Богаз-Гол (Туркменістан).
Сульфат натрію утворює тверді розчини з іншими сульфатами, а також карбонатами і хлоридами. До таких мінералів відносяться:
- астраханіт Na2SO4·MgSO4·4H2O;
- глазерит Na2SO4·3K2SO4;
- глауберит Na2SO4·CaSO4;
- вантгоффіт MgSO4·3Na2SO4;
- левеїт 6Na2SO4·7MgSO4·15H2O;
- дансит MgSO4·9Na2SO4·3NaCl;
- буркеїт Na2CO3·2Na2SO4;
- генксит KCl·2Na2CO3·9Na2SO4.

Сульфат натрію також може бути знайдений і у морській воді. Так, вода із середньою солоністю у 35‰ містить близько 4,063 г/л сульфату натрію.
Світові запаси сульфату натрію оцінюються у 3,4 млрд. тонн.

## Фізичні властивості
Сульфат натрію є кристалами або порошкоподібною речовиною білого кольору. Він є гігроскопічним: вбираючи вологу та утворюючи декагідрат Na2SO4·10H2O, він суттєво збільшується у розмірах (до 4,17 разів). В охолоджених насичених розчинах також може існувати нестійкий гідрат Na2SO4·7H2O.
Речовина є добре розчинною у воді і малорозчинною в органічних розчинниках.
| 20 °C | 25 °C | 30 °C | 40 °C | 50 °C | 60 °C | 70 °C | 80 °C | 90 °C | 100 °C |
| ----- | ----- | ----- | ----- | ----- | ----- | ----- | ----- | ----- | ------ |
| 16,13 | 21,94 | 29,22 | 32,35 | 31,55 | 30,90 | 30,39 | 30,02 | 29,79 | 29,67  |

При нагріванні до температур, менших за 884 °C, розкладання солі практично не відбувається, а при температурах близько 1200 °C втрати складатимуть кілька відсотків.

## Отримання
Промисловий сульфат натрію — нейтральна безводна натрієва сіль сірчаної кислоти (Na2SO4), яка задовольняє вимогам ГОСТ 6318-77 «Натрій сірчанокислий (сульфат натрію)»; виготовляється у вигляді порошкоподібного чи ґранульованого продукту і відпускається в розфасованому вигляді; зберігається в закритих складських приміщеннях, захищених від попадання вологи; постачається навалом і в мішках; застосовується як прискорювач тужавіння цементного розчину за температур вище 0°C.
Світове виробництво сульфату натрію, майже виключно у формі декагідрату, становить приблизно 5,5-6 мільйонів тонн щорічно (Мт/рік). У 1985 році виробництво становило 4,5 Мт/рік, половина з природних джерел, а половина з хімічного виробництва. Після 2000 року на стабільному рівні до 2006 року природне виробництво зросло до 4 Мт/рік, а хімічне виробництво знизилося до 1,5–2 Мт/рік із загальним обсягом 5,5–6 Мт/рік. У всіх сферах застосування сульфат натрію, вироблений природним шляхом, і хімічно вироблений практично взаємозамінні.

### Отримання з мінеральної сировини
Окрім переробки мінералів, що містять сульфат натрію безпосередньо, існують інші способи добування солі з природної сировини. Основними є методи синтезу зі складових, що містять у собі компененти натрію у сульфату. Так, за методом Маннгейма широко розповсюджений хлорид натрію оброблюють концентрованою (93-96%) сульфатною кислотою:
{\displaystyle \mathrm {2NaCl+H_{2}SO_{4(conc.)}\longrightarrow Na_{2}SO_{4}+2HCl} }
Дана реакція знайшла застосунок у схемі промислового виробництва соди (карбонату натрію). Чистота кінцевого продукту складає 97—99,7%. Залишкові кількості сульфатної кислоти, які можуть залишатися у продукті, нейтралізуються додаванням незначної кількості карбонату натрію. Окрім сульфату натрію, продуктом взаємодії є газуватий хлороводень, котрий також має прикладне значення.
За методом Гаргрівза сульфатну кислоту заміняє діоксид сірки при додатковому окисленні повітрям:
{\displaystyle \mathrm {4NaCl+2SO_{2}+O_{2}+2H_{2}O\longrightarrow 2Na_{2}SO_{4}+4HCl} }

### Як побічний продукт виробництв
У 1988 році світове виробництво Na2SO4 складало 4,6 млн. тонн, і майже половину цього складав сульфат натрію, отриманий як побічний продукт.

#### Виробництво віскози
Однією зі стадій в методі отримання віскозних волокон є взаємодія лужної солі целюлози із сірковуглецем, в результаті якої утворюється ксантогенат, котрий оброблюють сульфатною кислотою:
{\displaystyle \mathrm {CelONa+CS_{2}\longrightarrow CelOCS_{2}Na} }
{\displaystyle \mathrm {2CelOCS_{2}Na+H_{2}SO_{4}\longrightarrow 2CelOH+CS_{2}+Na_{2}SO_{4}} }
В результаті реакції утворюється близько одного кілограму сульфату натрію на кожен кілограм цільового волокна.

#### Виробництво дихроматів
Промислове добування дихроматів полягає у підкисленні розчину хромату натрію сульфатною кислотою:
{\displaystyle \mathrm {2Na_{2}CrO_{4}+H_{2}SO_{4}\longrightarrow Na_{2}SO_{4}+Na_{2}Cr_{2}O_{7}+H_{2}O} }
Якщо взаємодія проводиться при температурах, вищих за 324 °C, з розчину кристалізується сульфат натрію із чистотою понад 99%. Така сіль може містити до 0,2% дихромату; для очищення її додатково розчиняють, відновлюють дихромат діоксидом сірки і відфільтровують нерозчинний оксид хрому(III).

#### Інші виробництва
- Отримання борної кислоти:

{\displaystyle \mathrm {Na_{2}B_{4}O_{7}+H_{2}SO_{4}+5H_{2}O\longrightarrow 4H_{3}BO_{3}+Na_{2}SO_{4}} }
- Отримання оксиду хлору(IV):

{\displaystyle \mathrm {2NaClO_{3}+SO_{2}\longrightarrow 2ClO_{2}+Na_{2}SO_{4}} }
- Отримання мурашиної кислоти:

{\displaystyle \mathrm {2HCOONa+H_{2}SO_{4}\longrightarrow 2HCOOH+Na_{2}SO_{4}} }

## Хімічні властивості
Сульфат натрію, утворений сильною основою і сильною кислотою, повністю дисоціює у воді (середовище нейтральне):
{\displaystyle \mathrm {Na_{2}SO_{4}\leftrightarrows 2Na^{+}+SO_{4}^{2-}} }
При розчиненні твердої солі у концентрованій сульфатній кислоті, утворюється кисла сіль — гідросульфат натрію:
{\displaystyle \mathrm {Na_{2}SO_{4(s)}+H_{2}SO_{4(conc.)}\longrightarrow 2NaHSO_{4}} }
Сполука здатна відновлюватися воднем і коксом:
{\displaystyle \mathrm {Na_{2}SO_{4}+4H_{2}{\xrightarrow {550-600^{o}C,\ Fe_{2}O_{3}}}\ Na_{2}S+4H_{2}O} }
{\displaystyle \mathrm {Na_{2}SO_{4}+2C{\xrightarrow {700^{o}C}}\ Na_{2}S+2CO_{2}} }
{\displaystyle \mathrm {Na_{2}SO_{4}+C+CaCO_{3}{\xrightarrow {1000^{o}C}}\ Na_{2}CO_{3}+CaS+CO_{2}} }
Сіль окиснюється під дією вільного фтору:
{\displaystyle \mathrm {Na_{2}SO_{4}+2F_{2}{\xrightarrow {100-150^{o}C}}\ NaF+SO_{2}F_{2}+O_{2}} }
Na2SO4 вступає в реакції обміну, які ведуть до утворення малорозчинних продуктів взаємодії:
{\displaystyle \mathrm {Na_{2}SO_{4}+BaCl_{2}\longrightarrow BaSO_{4}\downarrow +2NaCl} }

## Застосування
Сульфат натрію застосовується у виробництві паперу за сульфатним методом (крафт-процес), для синтезу соди. Також він використовується у виготовленні скла, ультрамарину, у виготовленні барвників.
Завдяки своїй високій гігроскопічності і нерозчинності в органічних розчинниках, сульфат використовується для їхнього зневоднення.